# هيذر شكسبير
هيذر شكسبير (بالإنجليزية: Heather Shakespeare)‏ هي سيدة أعمال أسترالية، ولدت في 25 يوليو 1909 في كانبرا في أستراليا، وتوفيت في 28 سبتمبر 2008.